# Franz Runge (Chemiker)

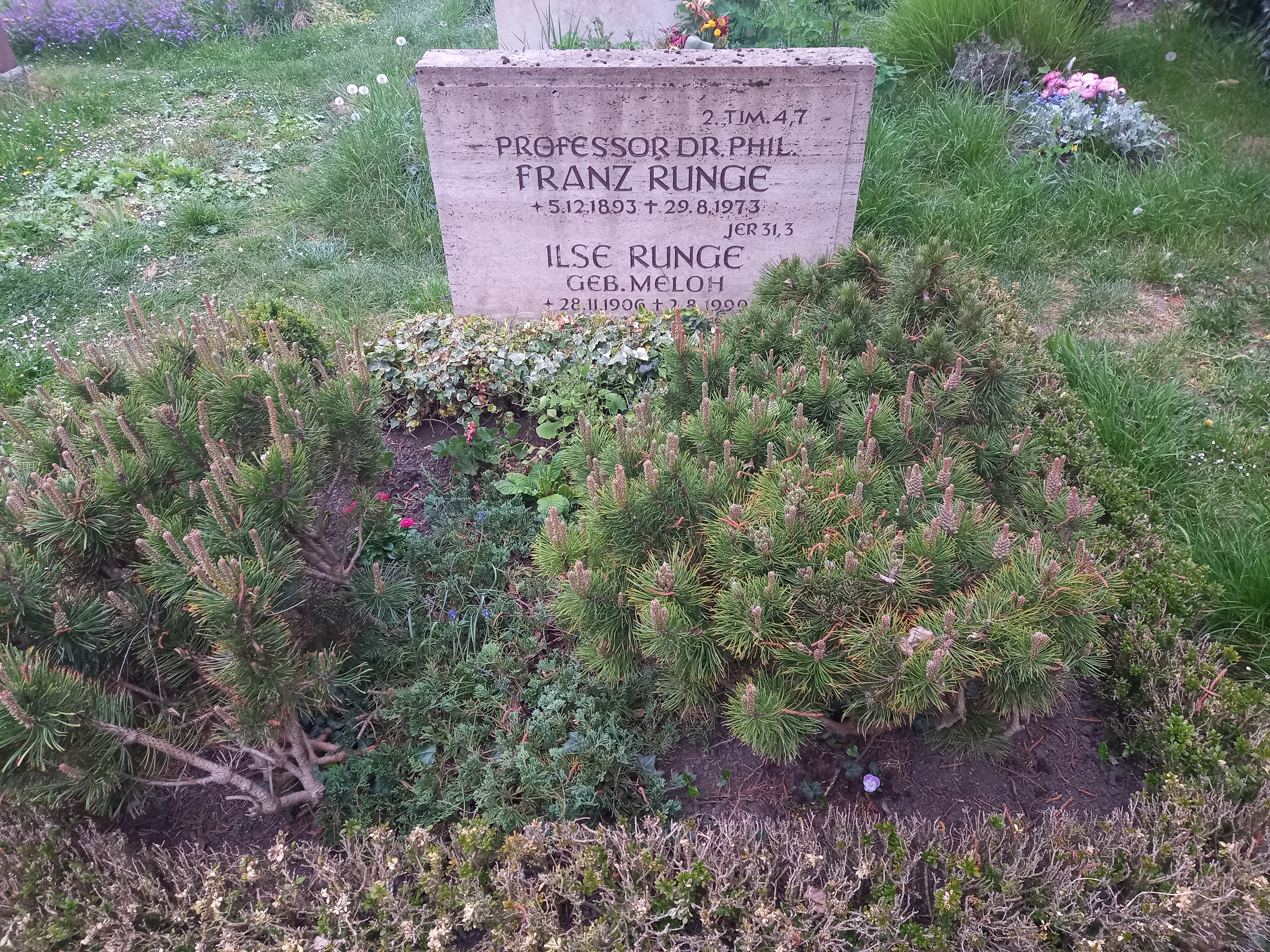
Das Grab von Franz Runge und seiner Ehefrau Ilse geborene Meloh auf dem evangelischen Laurentiusfriedhof in Halle

Franz Rudolf Runge (* 5. Dezember 1893 in Göttingen; † 29. August 1973 in Halle/Saale) war ein deutscher Chemiker für Technische Chemie und Hochschullehrer.

## Leben
Franz Runge, Sohn des Medizin-Professors Max Runge, begann 1914 sein Chemie-Studium in Kiel, unterbrochen durch seinen Einsatz als Infanterist im Ersten Weltkrieg, aus dem er verwundet zurückkehrte. 1919 setzte er sein Studium in Göttingen fort, wo er 1922 promoviert wurde. Im Anschluss war er unter Ernst Wilke-Dörfurt Assistent an der Bergakademie Clausthal und an der TH Stuttgart. Ab 1924 war er zwei Jahre in einem Metallurgie-Betrieb in Aussig (Ústí). 1926 war er bei Gustav Tammann in Göttingen nochmals als Assistent tätig.
Von 1926 bis 1947 arbeitete Runge bei den I.G. Farben in den Werken Ludwigshafen-Oppau, Bitterfeld, Wolfen und Hydebreck. Im Zweiten Weltkrieg wurde er als Betriebsleiter der chemischen Industrie vom Kriegsdienst zurückgestellt. 1947 bis zur Emeritierung 1962 war er Ordinarius für Technische Chemie an der Universität Halle. Im Jahr 1953 wurde er zum Mitglied der Leopoldina gewählt. 1959 wurde er mit dem Nationalpreis der DDR II. Klasse für Wissenschaft und Technik ausgezeichnet.
Er befasste sich mit technischer organischer Chemie, zum Beispiel zur Herstellung von Dialkenen (1930), Butenol (1931), Terephthalsäure (1953), befasste sich mit metallorganischen Verbindungen (besonders mit Magnesium) und Ionentauschern.
Runge war ab 1928 mit Ilse, geb. Melch verheiratet, aus der Ehe gingen sechs Kinder hervor.

## Schriften
- Herausgeber mit Wilhelm Karl Schwarze: Lehrbuch der chemischen Technologie, Johann Ambrosius Barth Verlag, Leipzig, 27. Auflage 1965 (begründet von Hermann Ost und Berthold Rassow)
- Organometallverbindungen: die organische Synthese mit Hilfe von Organometallverbindungen (2 Teile), Stuttgart, Wiss. Verlagsges., 2. Auflage 1944
- Organomagnesiumverbindungen, (Organometallverbindungen, Band 1), Stuttgart, Wiss. Verlagsges.  1932
- Einführung in die Chemie und Technologie der Kunststoffe, 1952, 4. Auflage Akademieverlag 1976